# De terugkeer van de Rode Prins
De terugkeer van de Rode Prins is een stripalbum uit 1991 en het negentiende deel uit de stripreeks Storm, getekend door Don Lawrence naar een scenario van Martin Lodewijk. Het is het tiende deel van de subreeks De kronieken van Pandarve.

## Verhaallijn
Storm, Roodhaar en Nomad vermaken zich op een kermis wanneer Nomad plotseling in een trance raakt en koers zet richting zijn geboortestad. Hier aangekomen blijkt dat zijn vader op sterven ligt en Nomad diens troonopvolger is; om deze reden was hij telepathisch geroepen.  
Alle mensen (ook de vrouwen) zijn net als Nomad vuurrood en kaal. Ook kunnen ze met gemak de steilste muren beklimmen. 
Nomads nicht Prowesse heeft echter iedere andere troonopvolger in lijn voor haar al uit de weg geruimd om zodoende zelf aanspraak te maken op de troon en Nomad is de laatste die in haar weg staat om dat te bereiken. Ze onderschept de groep en zet ze gevangen.
Als enige weet Roodhaar te ontsnappen, maar niet voordat Nomad haar het teken van de parel in haar voorhoofd kerft, zodat ze als diens plaatsvervanger de strijd kan aanbinden met Prowesse. Roodhaar verslaat Prowesse, maar omdat ze daarbij heiligschennis pleegt ziet Nomad zich gedwongen om andermaal zijn thuisstad te verlaten omdat de hogepriesters woedend zijn. Dat Prowesse eveneens had vals gespeeld doet niet ter zake, het godsoordeel is onzuiver. Door het teken van de parel is Nomad verantwoordelijk voor alles wat Roodhaar als diens plaatsvervanger heeft gedaan. Nomad is hierdoor niet alleen geen geschikte troonopvolger, maar is ook niet langer welkom in zijn geboortestad ondanks het feit dat zijn familie hem mist en hij de heiligschennis niet zelf had gepleegd: religie en gezond verstand hebben soms weinig met elkaar te maken. 
Nomads andere nichtje Diamet, die het verzet tegen Prowesse leidde en Roodhaar op de strijd voorbereidde, wordt in plaats daarvan tot opvolgster benoemd. Nomad voegt zich weer bij de groep en ze verlaten zijn geboorteland.